# Knobbelklaverzuring
Knobbelklaverzuring (Oxalis dillenii) is een eenjarige tot vaste plant uit de klaverzuringfamilie (Oxalidaceae). De plant komt oorspronkelijk uit Noord-Amerika en Canada en is van daaruit over de hele wereld verspreid. De soort is in Nederland ingeburgerd. Het aantal chromosomen is 2n = 18, 20, 22 of 24.
De plant wordt 10-20 cm hoog, heeft op penwortels lijkende wortelstokken en opgaande stengels met aangedrukte haren. De groene bladeren hebben drie 1-2 cm grote blaadjes met op de 1-4 cm lange bladsteel aangedrukte haren. De steunblaadjes zijn erg smal en vergroeid met de bladsteel.
De bladeren vertonen onder droge en koude omstandigheden en 's nachts een slaaphouding (de drie blaadjes van het samengestelde blad kunnen naar beneden hangen en kunnen zich om hun middennerf samenvouwen.
Knobbelklaverzuring bloeit van juni tot in de herfst met gele, vijftallige, 4-10 mm grote bloemen met afgeronde kroonbladen. De bloeiwijze is een gevorkt bijscherm met 1-3 bloemen.
De dicht behaarde vrucht is een vijfhoekige, 15-20 mm lange doosvrucht en bevat bruine zaden. Op het zaad zitten onregelmatige ribbels, die aan een kant wit zijn.
Knobbelklaverzuring komt voor op strandjes langs rivieren en op vochtige, stenige plaatsen.

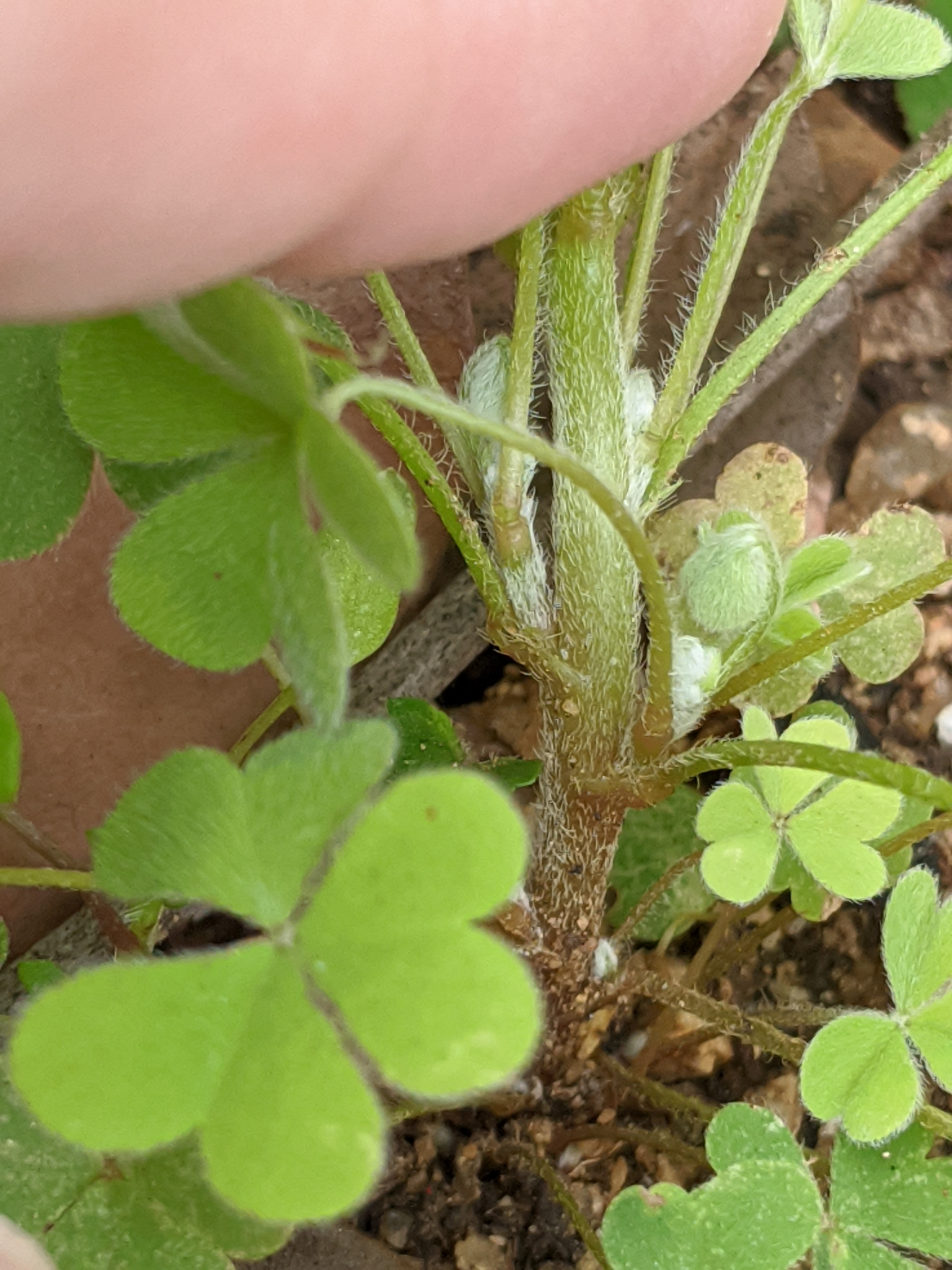
Stengelvoet
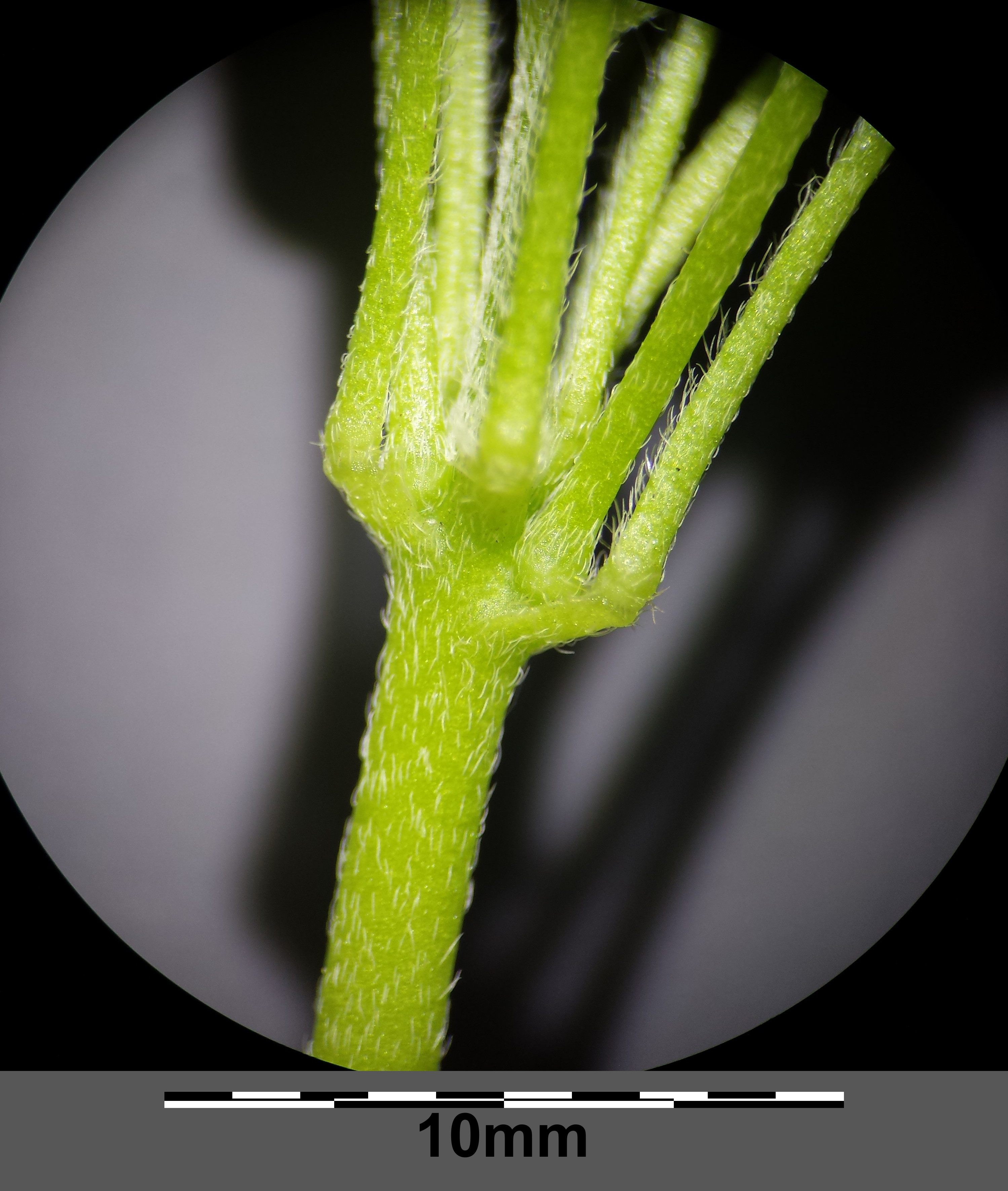
Bladvoeten
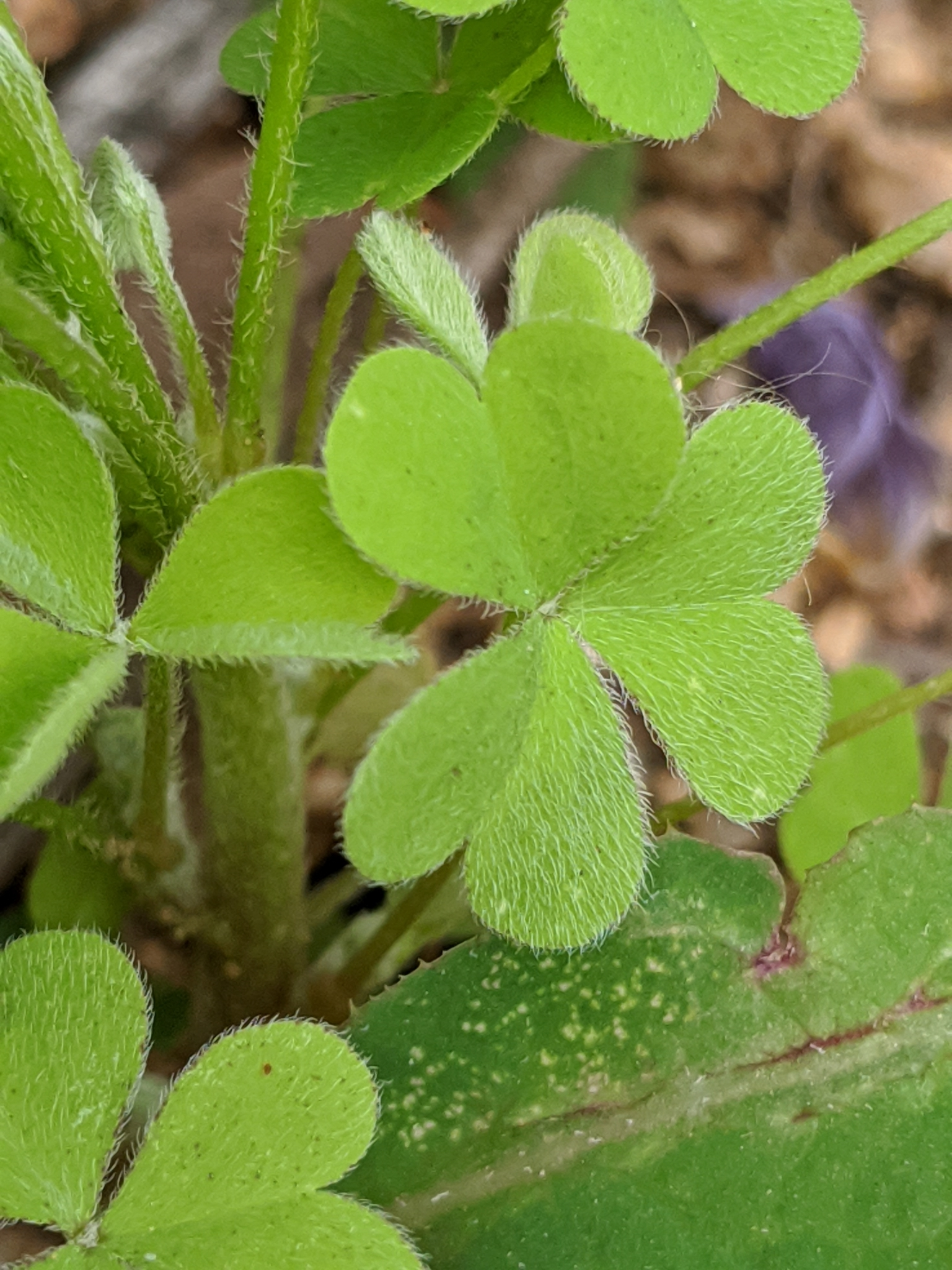
Blad
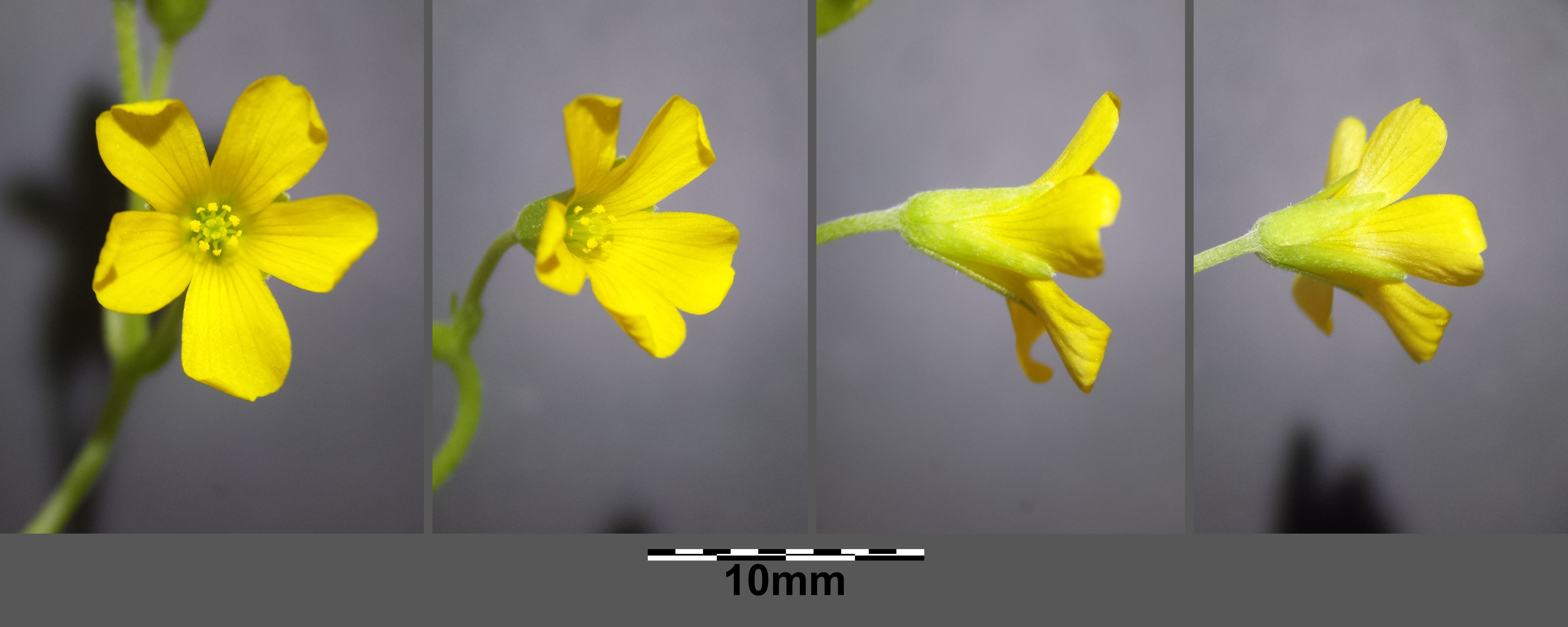
Bloem
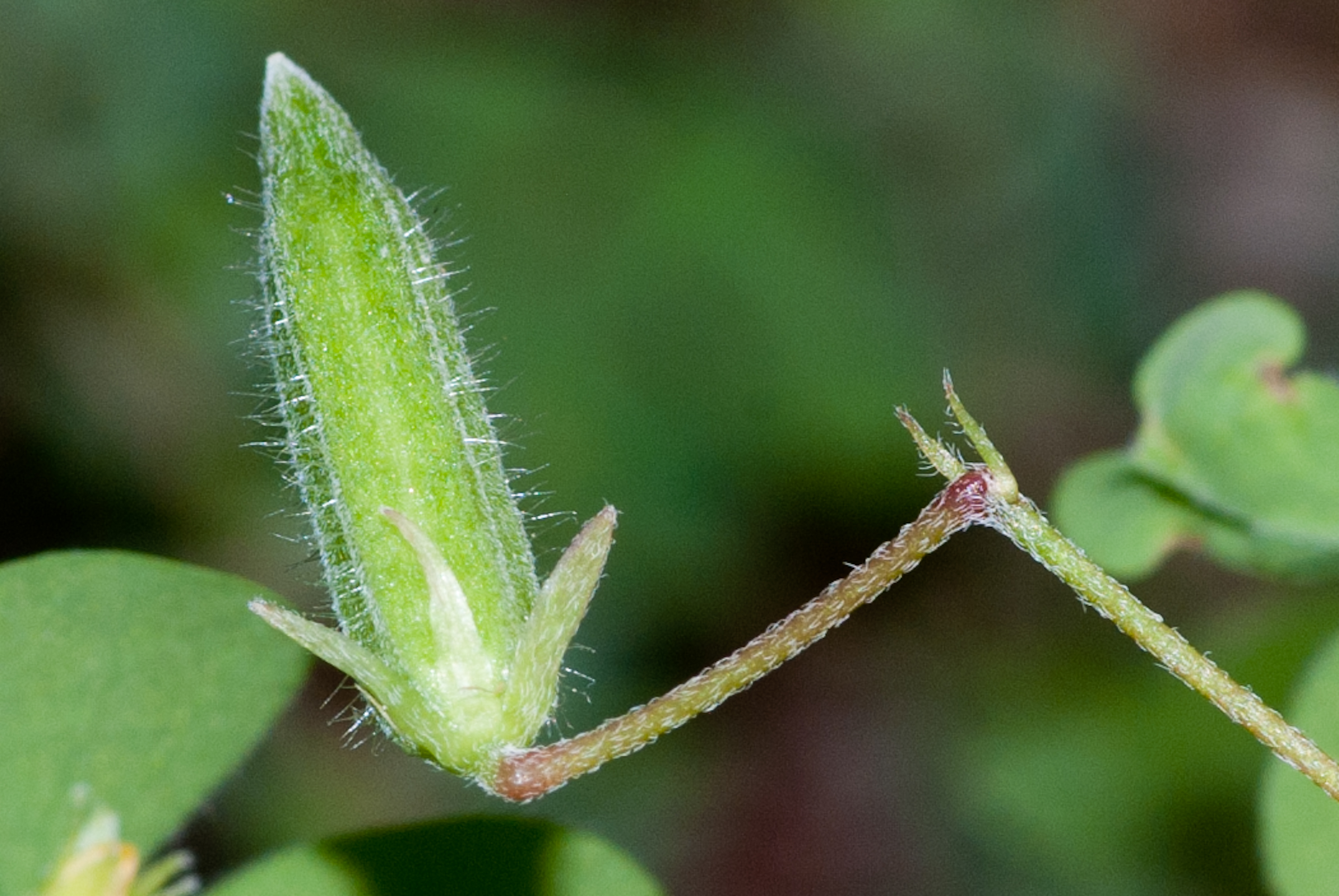
Vrucht
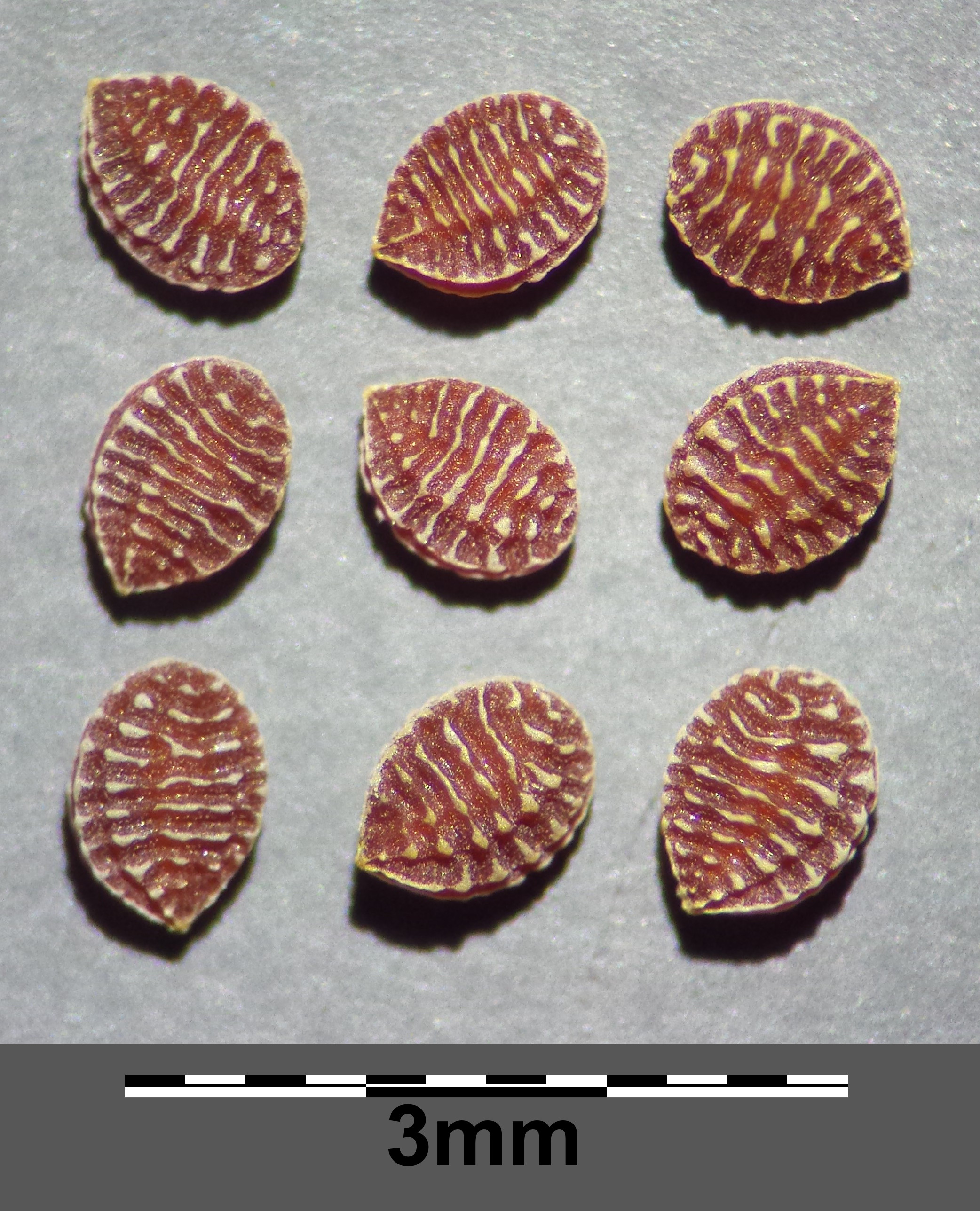
Zaden